# Gastrolobium spectabile
Gastrolobium spectabile är en ärtväxtart som först beskrevs av Stephan Ladislaus Endlicher, och fick sitt nu gällande namn av Michael Douglas Crisp. Gastrolobium spectabile ingår i släktet Gastrolobium och familjen ärtväxter. Inga underarter finns listade i Catalogue of Life.